# Norges Golfforbund
Norges Golfforbund bildades den 28 maj 1948 för att administrera det organiserade golfspelandet i Norge. De klubbar som var med och bildade förbundet var Oslo GK, Høsbjør GK, Bergen GK och Borregaard GK. 

### Fotnoter
1. ↑  ”Norges Golfforbund”. Arkiverad från originalet den 15 juli 2011. https://web.archive.org/web/20110715130354/http://www.golfforbundet.no/om-ngf/historikk. Läst 23 augusti 2011.
2. ↑  Kleppen, Golf-den eventyrlige sporten, s.191,192